# Jerome Froese
Jerome Froese, né le 24 novembre 1970 à Berlin, est un musicien allemand de musique électronique.
Il a rejoint son père Edgar Froese en 1990 dans le groupe Tangerine Dream. Il est resté membre du groupe jusqu'en 2006. Il a également joué dans des albums solo et dans le groupe Loom.

## Biographie
Avant d'être directement impliqué dans Tangerine Dream, Jerome Froese est apparu plusieurs fois comme enfant sur les pochettes des albums du groupe, à commencer par l'édition de 1973 de Atem, alors qu'il n'avait que deux ans et quatre mois.
En 1982, il commence à jouer de la guitare et du clavier. En 1985, il commence à jouer des percussions après avoir reçu une batterie à Noël. Il se perfectionne aux claviers et à la guitare jusqu'à rejoindre le groupe Tangerine Dream. Il apparaît pour la première fois sur leur album de 1989, Lily on the Beach (en), jouant de la guitare dans le morceau Radio City. Il commence à jouer sur scène en tournée avec le groupe en 1990, pour l'album Melrose (en).
Après que Paul Haslinger a quitté Tangerine Dream, le groupe se réduit aussi bien en concert qu'en studio à un duo composé d'Edgar Froese et de son fils, accompagnés par des musiciens invités.
En 2000, Jerome Froese commence une carrière de DJ en publiant une série d'enregistrements solo sous le pseudonyme TDJ Rome.
Ses premiers singles sous son propre nom datent de 2004 avec l'enregistrement limité à une piste intitulé C8 H10 N4 O2. En 2005, il sort un album, Radio Pluto, suivi plus tard par un autre album solo Neptunes.
En août 2010, il commence à travailler à son troisième album Far Side of the Face, en collaboration un autre ancien membre de Tangerine Dreeam, Johannes Schmoelling. La collaboration avec Johannes Schmölling s'étend, jusqu'à former un groupe, avec également Robert Wässer.
Depuis 2014, il collabore avec l'ancienne chanteuse de Propaganda, Claudia Brücken, avec un premier album en 2018.

## Discographie

### TDJ Rome
- 2004 : Unpleasant Poems (compilation)

### Jerome Froese
- 2005 : Neptunes
- 2008 : Shiver Me Timbers
- 2010 : The Speed Of Snow
- 2011 : Nightshade Family
- 2012 : Far Side Of The Face
- 2012 : Cases Of Recurrence (compilation)
- 2014 : Orange Sized Dreams (compilation)

### Loom
- 2011 : 100 001
- 2012 : Scored
- 2013 : 200 002
- 2013 : The Tree Hates The Forest
- 2016 : 300 003
- 2016 : Years in Music

### Jérôme Froese et Claudia Brücken
- 2018 : Beginn